# Contracte de descompte
El contracte de descompte és aquell contracte en virtut del qual una entitat bancària (el descomptant) anticipa a una persona (el descomptatari) l'import d'un crèdit pecuniari que aquesta té contra un tercer, amb deducció d'un interès i a canvi de la cessió del crèdit.
La finalitat d'aquesta operació bancària és bàsicament creditícia. L'entitat bancària concedeix crèdit al seu client anticipant-li l'import d'un crèdit de venciment posterior. Així doncs, aquest contracte permet convertir un actiu financer (el crèdit descomptat) en un actiu monetari (la suma de diners que rep el client descomptatari).

## La regulació del contracte de descompte en dret espanyol

### Característiques
- És un contracte mercantil.
- És un contracte onerós, perquè cadascuna de les parts n'obté un benefici patrimonial.
- És un contracte no formal, que pot ser celebrat verbalment.

### Discussions doctrinals
La doctrina no és unitària a l'hora de considerar aquest contracte com a unilateral o bilateral. Aquells (destacant-ne el Prof. Uría) que defensen la unilateralitat d'aquest contracte sostenen que el lliurament dels diners i la transmissió dels títols són condició necessària per a la perfecció del contracte, per la qual cosa l'única obligació recau sobre el descomptatari, que ha de tornar al banc els diners anticipats més les possibles despeses en cas que el deutor no pagui el crèdit descomptat.
En canvi, una altra part de la doctrina (com ara el Prof. Cerdà Albero) estima que aquest contracte és bilateral en defensar que totes dues parts contrauen obligacions a conseqüència de considerar el contracte de descompte com a consensual. Això implicaria que el lliurament dels diners i la transmissió del crèdit no són condició sine qua non per a la perfecció del contracte sinó obligacions derivades d'aquest. Aquesta opció també és la defensada per la jurisprudència més recent.

### Classes
Hom distingeix tres classes de descompte:
- Descompte canviari: el crèdit descomptat és el derivat d'una lletra de canvi.
- Descompte de crèdits incorporats en altres títols valors.
- Descompte de crèdits ordinaris.

### Contingut

#### Obligacions del descomptant
- Deure de diligència: l'entitat bancària té el deure de complir les formalitats de presentació del crèdit al pagament i a realitzar els actes conservatius que siguin necessaris. En cas que permetés que els efectes no pagats es perjudiquessin, el descomptatari quedaria alliberat de la seva obligació de retornar els diners rebuts.

#### Obligacions del descomptatari
- Deure de veracitat.
- Transmissió del crèdit pro solvendo.
- Restitució de la suma anticipada, si el crèdit no arriba a bon fi.

### Extinció del contracte de descompte
El descompte s'extingeix en vèncer el crèdit descomptat, ja sigui pel pagament del mateix o bé, en cas d'impagament, pel reintregament per part del client de la quantitat rebuda més les despeses. Tant el pagament com el reintregament, si s'escau, hauran de ser totals, no estant obligada l'entitat bancària a admetre pagaments parcials.
L'acció del banc contra el deutor està sotmesa, quant a la seva prescripció, a les normes inherents a la naturalesa del crèdit en qüestió. L'acció del banc contra el client descomptatari està sotmesa a la prescripció ordinària de quinze anys.

## El redescompte
El redescompte és un segon descompte que permet al banc redescomptatari obtenir un ràpid benefici gràcies a la diferència entre el tipus del descompte i el tipus de redescompte, sempre menor que el primer. D'aquesta manera i sense haver d'esperar al venciment dels títols descomptats, el banc pot obtenir fons líquids mitjançant el redescompte d'aquests títols al banc central.